# Aulopyge huegelii
Aulopyge huegelii és una espècie de peix cipriniforme de la família dels ciprínids.

## Morfologia
- Els mascles poden assolir 20 cm de longitud total.[5][6]

## Alimentació
Menja plantes.

## Hàbitat
És un peix d'aigua dolça i de clima temperat.

## Distribució geogràfica
Es troba a Europa: Croàcia i Bòsnia i Hercegovina.

## Estat de conservació
Es troba amenaçat d'extinció a causa de la contaminació de l'aigua i de la destrucció del seu hàbitat natural.